# 에바 홀루보바
에바 홀루보바(Eva Holubová, 1959년 3월 7일~)는 체코의 배우이다.

## 출연 작품
- 더 굿 플럼버(2016)
- 투 더 우즈(2012)
- 리빙(2011)
- 시민 하벨(2008)
- 그라피티(2007)
- 악어 길들이기(2006)
- 체코식 바캉스(2006)
- 푸펜도(2003)
- 엔젤역 출구(2000)
- 아늑한 곳(1999)
- 시종의 시간(1998)
- 올가미(체코어판)(1998)
- 버트너즈(1997)
- 마리카의 좁은 문(1991)
- 프라하 파이브(1989)